# 215 (عدد)
v
215 هو عدد صحيح. طبيعي بين 214 و216

## في الرياضيات

### خصائص
- 215 عدد فردي
- 215 عدد ناقص
- 215 عدد مضلعي (23 أضلاع-...)